# Cavanella Vara
Cavanella Vara è una frazione di 137 abitanti nel comune di Beverino, nella bassa Val di Vara, in provincia della Spezia. 

## Geografia fisica
Il borgo sorge su una piccola altura a 90 m s.l.m., ove il fiume Vara compie un'ampia curva. Fanno parte del territorio frazionario anche le località di Incavanella e Zucchetto.

## Storia
La storia di Cavanella non ha purtroppo molti riferimenti ma si presuppone che il toponimo Cavanella derivi, sotto forma di diminutivo, dalla parola ligure cavanna ossia "capanna": questa radice etimologica e la posizione favorevole al transito e al commercio, fanno supporre che Cavanella fosse, come il vicino Beverino, un punto di sosta per viandanti e soldati e che fosse presente nel paese una sorta di "ricovero".
Altra attestazione storica riguarda il rapporto con i vicini borghi nel Medioevo: sono documentate scorribande da parte di uomini di Cavanella a danno degli uomini di Beverino e viceversa.
Importante data per la storia del borgo è il 1508, anno in Tommaso Malaspina di Villafranca, signore del feudo di Cavanella e di altri numerosi borghi e terreni nei dintorni, fece costruire una piccola fortezza nel borgo: dalle sue fondamenta sorse, alla fine del Settecento, l'attuale chiesa parrocchiale di San Martino Vescovo, la quale ha come abside proprio una torre del castello malaspiniano.
Nel 1929 la frazione passò dal comune di Rocchetta di Vara a quello di Beverino.
Nel 1930 la frazione contava 204 abitanti.

## Monumenti e luoghi d'interesse

### Architetture religiose
- Chiesa di San Martino Vescovo, parrocchiale, edificata sui resti del castello malaspiniano.
- Oratorio di Sant'Antonio Abate, in località Zucchetto.[6]

### Architetture civili
- Casa dei Perché, enigmatico edificio decantato da Mario Soldati in La casa del perchè, recante un grosso punto interrogativo sulla facciata, fatto dipingere da un vecchio proprietario che, dopo essere emigrato in Scozia e aver fatto fortuna, avevo subito disastri economici e lutti familiari, facendo dipingere quel grosso punto interrogativo come monito eterno al senso della vita.[7][8]